# Torneo de Copa Femenina de Costa Rica
El Torneo de Copa Femenina de Costa Rica es un torneo femenino organizado por la UNNIFUT.

## Sistema de competición
El torneo cuenta con 8 equipos participantes de la Primera División, bajo el formato de dos grupos con cuatro equipos, los dos primeros lugares avanzan a semifinales y los vencedores de la semifinales disputan la final.

## Historial

### Campeonas por año
| Temporada | Campeón            | Resultado | Subcampeón       | Goleadora(s)                     | Goles | Notas                                           |
| --------- | ------------------ | --------- | ---------------- | -------------------------------- | ----- | ----------------------------------------------- |
| 2012      | Arenal de Coronado | 2-0, 1-0  | UCEM Alajuela    | Sin datos                        | -     | Primer campeón                                  |
| 2022      | Sporting F. C.     | 3-0, 3-3  | C. S. Herediano  | Sin datos                        | -     |                                                 |
| 2024      | Deportivo Saprissa | 1-1, 1-0  | Municipal Pococí | Yoselin Fonseca (Sporting F. C.) | 6     | Primer torneo con clubes de la segunda división |

## Palmarés

### Títulos por club
| Club               | Títulos | Subcampeón | Años campeonatos | Años subcampeonatos |
| ------------------ | ------- | ---------- | ---------------- | ------------------- |
| Arenal de Coronado | 1       | 0          | 2012             |                     |
| Sporting F. C.     | 1       | 0          | 2022             |                     |
| Deportivo Saprissa | 1       | 0          | 2024             |                     |
| C. S. Herediano    | 0       | 1          |                  | 2022                |
| UCEM Alajuela      | 0       | 1          |                  | 2012                |
| Municipal Pococí   | 0       | 1          |                  | 2024                |

## Estadísticas

### Títulos de goleo
| Jugadora        | Títulos | Años campeón | Clubes         |
| --------------- | ------- | ------------ | -------------- |
| Yoselin Fonseca | 1       | 2024         | Sporting F. C. |
| Sin datos       | 1       | 2022         | -              |
| Sin datos       | 1       | 2012         | -              |

### Entrenadores
| Entrenador        | Títulos | Años campeón | Clubes             |
| ----------------- | ------- | ------------ | ------------------ |
| Adalberto Sánchez | 1       | 2024         | Deportivo Saprissa |
| Edgar Rodríguez   | 1       | 2022         | Sporting F. C.     |
| Sin datos         | 1       | 2012         | Arenal de Coronado |